# 유상 (평망의후)
유상(劉賞, ? ~ 기원전 120년)은 전한 중기의 제후로, 치천의왕의 아들이다.

## 생애
원삭 2년(기원전 127년), 평망후(平望侯)에 봉해졌다.
원수 3년(기원전 120년)에 죽으니 시호를 의(懿)라 하였고, 아들 유초인이 작위를 이었다.

## 출전
- 사마천, 《사기》 권21 건원이래왕자후자연표
- 반고, 《한서》 권15상 왕자후표 上

| 선대 (첫 봉건) | 전한의 평망후 기원전 127년 5월 을사일 ~ 기원전 120년 | 후대 아들 평망원후 유초인 |